# Graphite
Le graphite est une espèce minérale qui est, avec le diamant, la lonsdaléite et la chaoite, l'un des allotropes naturels du carbone. Le graphite est dit naturel quand il provient d'une mine et synthétique quand il est issu de la pyrolyse de houille ou de coke de pétrole. 
Sa formule chimique est « C » mais les formes natives permettent de retrouver des traces d'hydrogène (« H »), d'azote (« N »), d'oxygène (« O »), de silicium (« Si »), d'aluminium (« Al »), de fer (« Fe ») ou encore d'argile.
En raison de son importance industrielle (pour les batteries de type lithium-ion notamment) il est maintenant considéré comme matériau critique de la transition énergétique, inclus dans une première liste de criticité en Europe.

## Découverte et étymologie
Les gisements historiques sont les mines britanniques de Seathwaite (en) exploitées pour confectionner les mines de crayon dès le XVIIe siècle. Comme ce minéral ressemble au plomb que l'on utilise alors pour dessiner ou écrire, il reçoit le nom de plombagine. La plombagine remplace progressivement la mine de plomb dans les crayons. Ce n'est qu'en 1779 que le chimiste suédois Carl Wilhelm Scheele analyse la plombagine (qu'il utilise pour écrire) et prouve qu'elle est composée de carbone pur et non de plomb, montrant que ce minerai est une forme cristalline particulière du carbone.
Le minéralogiste allemand Abraham Gottlob Werner invente le terme « graphite » en 1789, s'inspirant du grec γράφω / gráphô, « écrire ».

## Gîtologie
C'est un élément natif dont les gîtes se sont formés aux dépens de roches carbonées (roches riches en carbone, du type charbon). Constitué de carbone pur, il correspond au degré ultime de houillification atteint dans des conditions de métamorphisme régional ou de contact (pegmatites ou gîtes hydrothermaux dans l'auréole de contact de certains granites). Il peut aussi se former par réduction des carbonates. Il se présente dans les gîtes « sous forme de masses lamellaires micacées, foliacées, compactes ou pulvérulentes ; rarement en lamelles hexagonales ; souvent en paillettes irrégulières disséminées. Il offre un toucher gras, tache les doigts et laisse sur le papier une trace noirâtre ».

Il est aussi présent dans les météorites.
Au XVIIIe siècle, la prospection de gisements riches en charbon conduit à interpréter à tort les roches graphiteuses (schistes, quartzites), de teinte noirâtre, comme étant charbonneuses.

## Cristallographie

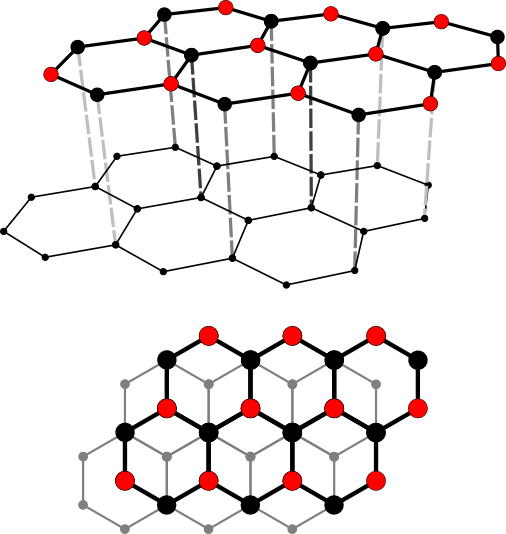
Structure du graphite.
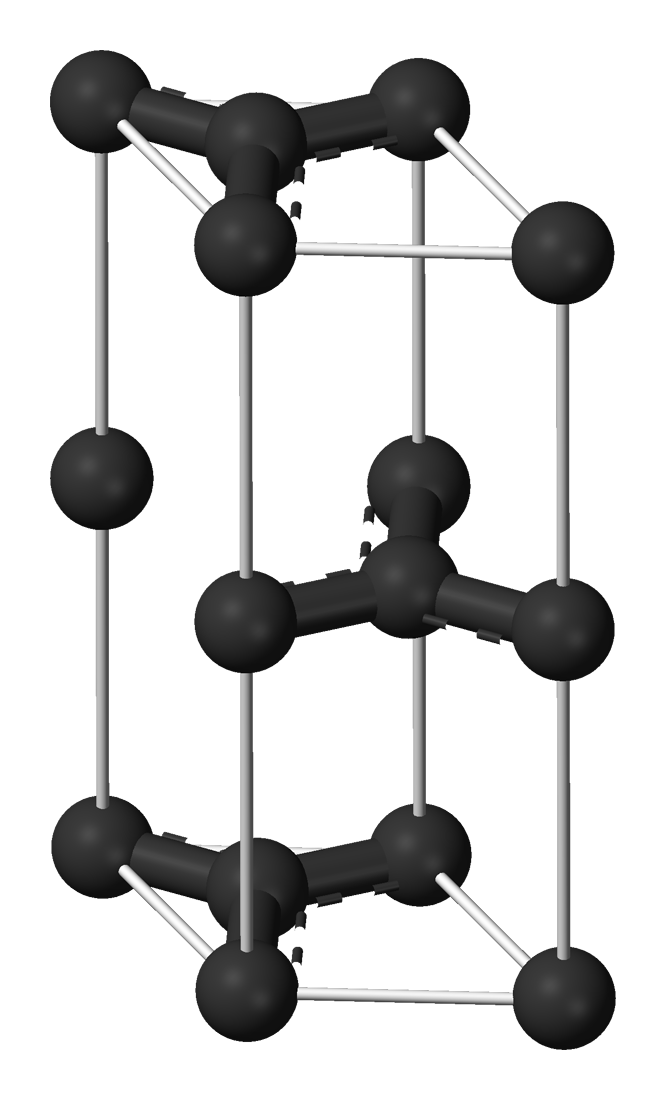
Maille élémentaire.

La structure du graphite est constituée de feuillets hexagonaux non compacts, nommés graphènes, séparés d'environ 0,336 nm le long de la direction de leur normale. Dans chaque feuillet, chaque atome de carbone est fortement lié par des liaisons covalentes de type sigma pour ses 3 électrons sp2, et des liaisons covalentes de type π pour son autre électron p, Ces liaisons π sont des liaisons conjuguées avec les trois atomes voisins, les électrons y sont très mobiles ce qui explique la grande conductivité électrique et thermique ainsi que la couleur noire du graphite. Entre les feuillets les liaisons sont faibles et seraient de type Liaison de van der Waals, ce qui expliquerait le clivage et la faible dureté. Par contre ceci est mis en doute dans des travaux récents.[réf. nécessaire].

## Propriétés physiques
Le graphite est la forme stable du carbone à température et à pressions ordinaires.
L'apparence du graphite est celle d'un solide noir à l'éclat submétallique ; sa dureté est faible, entre 1 et 2 sur l'échelle de Mohs.
En raison de sa structure en feuillets, toutes les propriétés physiques du graphite sont anisotropes. En particulier, la conductivité électrique est très différente dans le plan des feuillets et dans la direction perpendiculaire.

## Polytypisme
Le graphite existe en deux polytypes :
- graphite-2H, système cristallin hexagonal, classe cristalline dihexagonale-bipyramidale, groupe d'espace P 63/mmc, empilement de type ABAB où le plan B est translaté de {\displaystyle a/{\sqrt {3}}} par rapport au plan A. Bien que sa structure soit analogue à celle des métaux qui cristallisent avec empilement hexagonal compact, le graphite est un non-métal. Il possède une certaine conductivité électrique, sa résistivité est de 50 µΩ.m, soit 2 900 fois celle du cuivre ;
- graphite-3R, trigonal à réseau rhomboédrique, empilement de type ABCABC. La structure rhomboédrique est instable : elle se produit par moulage et disparaît lors d'un recuit. On ne la trouve jamais comme forme pure, mais seulement comme tendance à l’empilement ABC dans les cristaux hexagonaux primaires.

Le charbon existe dans tous les états intermédiaires entre charbon amorphe et graphite hexagonal. On parle de graphite « lubricostratique » (du latin lubricare, « rendre glissant ») quand les couches sont déplacées parallèlement au hasard, et de graphite « turbostratique » (du latin turbo, « tourbillon ») si elles sont aussi tournées au hasard.

## Synonymie
- crayon de plomb[12]
- graphitoid (Shepard)
- mélangraphite[13]
- mica des peintres[14]
- mine de plomb[15]
- plombagine[16]

## Variété
- cliftonite (Fletcher) : octaèdres de graphite en pseudomorphose de kamacite. Cette variété a un temps été considérée comme un allotrope du carbone, voire comme une pseudomorphose après le diamant. Elle se rencontre dans certaines météorites de fer.

## Utilisations

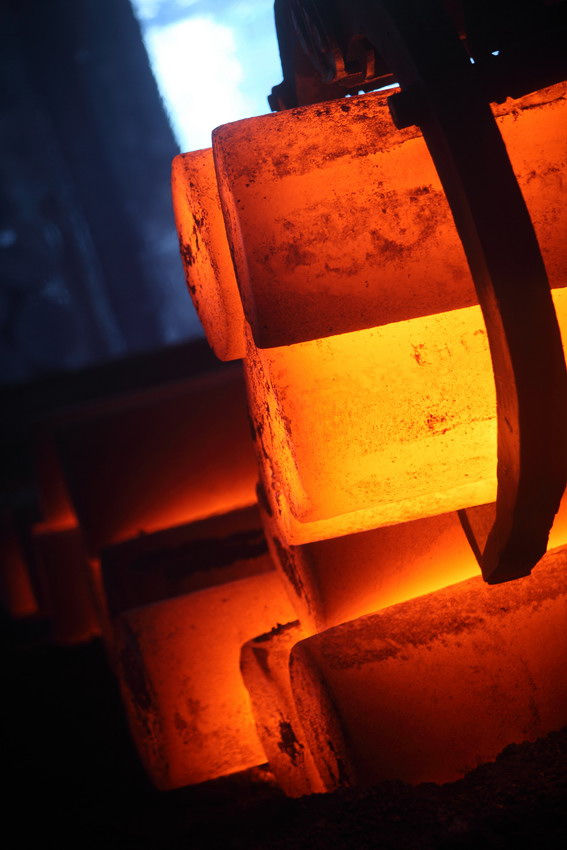
Électrodes d'un four à arc.

Le graphite a de nombreuses applications industrielles, sous ses formes naturelles et/ou synthétiques :
- construction mécanique : pièces de frottement, joints d'étanchéité, produits lubrifiants ;
- construction électrique : balais de moteurs ;
- comme réducteur, notamment en sidérurgie (coke des hauts-fourneaux) ;
- comme électrode, par exemple en sidérurgie dans les fours à arc (acier électrique) ;
- comme cathode :
  - par exemple, dans la production de l'aluminium par électrolyse,
  - dans la galvanoplastie et particulièrement la galvanotypie ;
- comme modérateur dans certains réacteurs nucléaires ;
- comme adsorbant, dans les filtres à « charbon actif » ;
- comme conducteur électrique (pencil mod, bombe au graphite) ;
- comme échangeur de chaleur pour le traitement d'acide chlorhydrique (fabrication pigment de peinture) ;
- comme constituant de la fibre de carbone utilisée comme renfort dans les matériaux composites ;
  - comme matériau principal dans la tige et le cadre de certaines raquettes de badminton,
  - comme renfort composite (avec le titane ou la fibre de verre) des cadres de raquettes de tennis.

Dans les arts plastiques, il est utilisé pour le dessin. Il sert en particulier à fabriquer des crayons, souvent sous l'appellation incorrecte de « mine de plomb ».
Il est également utilisé en médecine comme absorbant en cas d'intoxication par voie orale et en usage militaire pour endommager les centrales électriques comme bombe au graphite.
Une forme pyrolytique du graphite est utilisée dans la fabrication de grilles pour les tétrodes de très grande puissance dans le domaine de la radiodiffusion. On peut citer par exemple la tétrode TH539 qui a été utilisée jusqu'en mars 2003 sur l'un des deux blocs émetteurs ondes longues d'Allouis de 1 000 kW.
Le graphite naturel fait partie des matériaux industriels critiques en France et dans l'Union européenne,.

## Production et origines
Le graphite synthétique est généralement élaboré par le procédé Acheson : les principaux producteurs sont, en 2020, Showa Denko Carbon (Japon), SGL Carbon, Schunk Kohlenstofftechnik (Allemagne), Imerys (France), Tōkai Carbon (Japon) et Morgan Advanced Materials (Grande-Bretagne).
La Chine est le premier producteur avec en 2023 77 % des 1 600 000 t de graphite naturel produites dans le monde (1 200 000 t) ; elle produit en outre 54 % du graphite synthétique (1 300 000 t/an) devant le Japon (400 000 t) et l'Inde (200 000 t). La Chine en est aussi le premier consommateur, au point qu'elle doit en importer du graphite (presque 93 000 tonnes en 2022, venant surtout du Mozambique et moindrement de Madagascar et Tanzanie.
Les ressources économiques exploitables à l'heure actuelle (autour de 280 millions de tonnes dans le monde) seraient situées pour 28 % en Chine, 26 % au Brésil, 9 % au Mozambique et 9 % également à Madagascar.
En 2019, l'agence australienne d'énergie renouvelable (ARENA) a annoncé 9,41 millions de dollars australiens d'aides pour un projet du Groupe Hazer (compagnie d'énergie renouvelable australienne) de conversion du biogaz (ici issu de méthanisation de boues d’épuration) en graphite et en hydrogène (usine démonstratrice de $10,72 millions USD à Munster, Australie de l'Ouest).